# Лаврейсен, Харри
Харри Лаврейсен (нидерл. Harrie Lavreysen; род. 14 марта 1997, Luyksgestel, Северный Брабант) — нидерландский велогонщик, пятикратный олимпийский чемпион, 13-кратный чемпион мира, многократный чемпион Европы. Выиграл наибольшее количество золотых медалей на летних Олимпийских играх среди всех нидерландских спортсменов.

## Биография

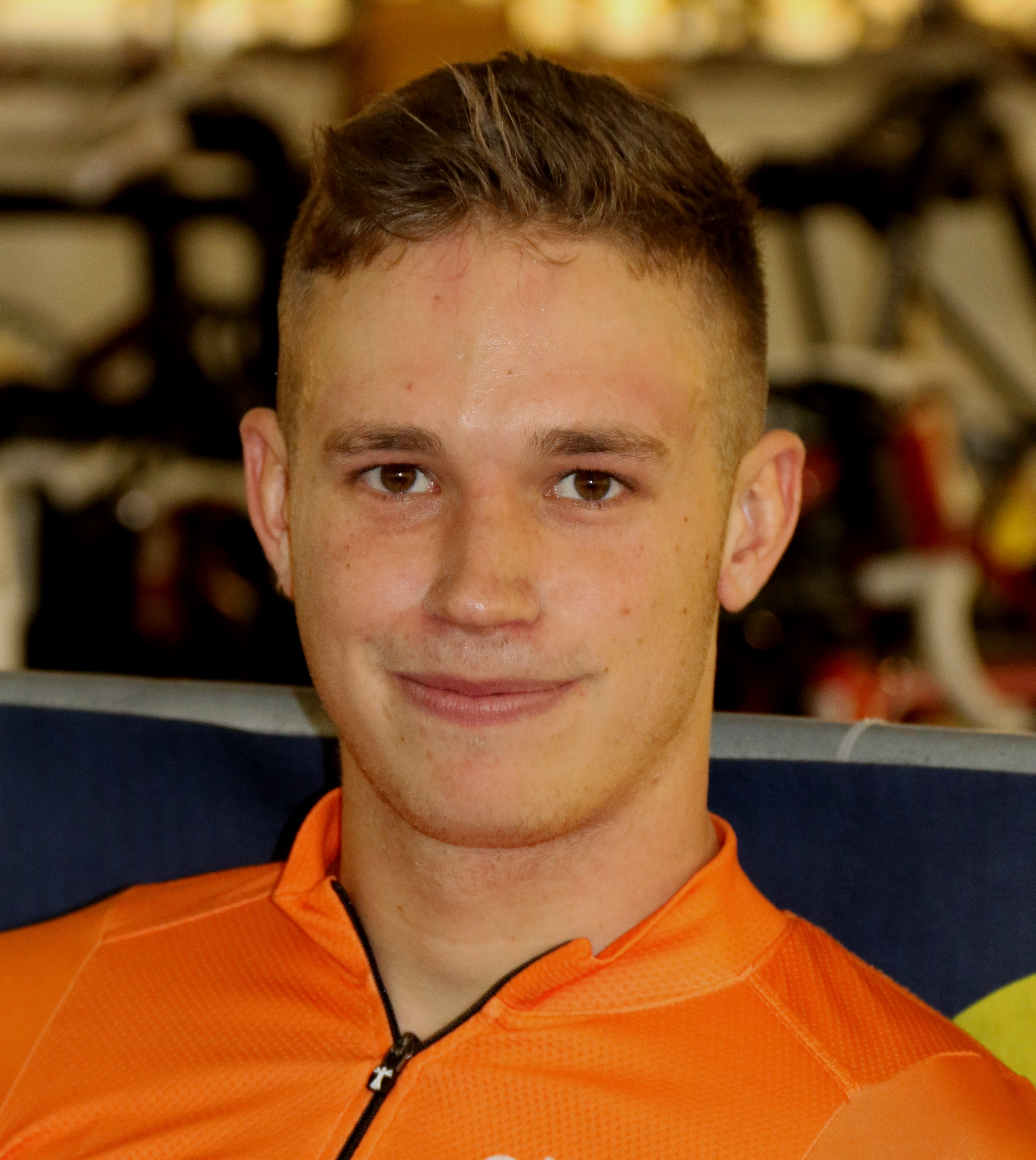
2017 год

Харри Лаврейсен начал велокарьеру в возрасте шести лет в качестве гонщика BMX. Становился многократным чемпионом Голландии среди молодежи и чемпионом Европы среди молодежи. Серьёзная травма плеча помешала ему продолжить участвовать в BMX, и он переключился на велоспорт на треке.
В 2016 году Лаврейсен занял второе место в спринте и стал бронзовым призёром в кейрине.
В 2020 году в Берлине он стал трёхкратным чемпионом мира в спринте, кейрине и командном спринте (вместе с Джеффри Хогландом, Роем ван ден Бергом и Маттейсом Бюхли). На чемпионате мира 2021 года вновь выиграл три золотые медали.
На Олимпийских играх 2020 года в Токио выиграл золото в спринте и командном спринте и бронзу в кейрине.
На Олимпийских играх 2024 года в Париже выиграл золото в командном спринте вместе с Роем ван ден Бергом и Джеффри Хогландом. 9 августа выиграл олимпийское золото в личном спринте. 11 августа выиграл золото в кейрине и стал 5-кратным олимпийским чемпионом. Лаврейсен стал первым мужчиной из Нидерландов и первым представителем летних видов спорта, выигравшим более 4 золотых олимпийских наград (6 золотых медалей на счету конькобежки Ирен Вюст).